# کیرشدورف ام‌این، اتریش
کیرشدورف ام‌این (به آلمانی: Kirchdorf am Inn) یک منطقهٔ مسکونی در اتریش است که در ناحیه راید ایم اینکرایس واقع شده‌است. کیرشدورف ام‌این ۱۴ کیلومتر مربع مساحت دارد ۳۳۵ متر بالاتر از سطح دریا واقع شده‌است.